# ل کوتاو
ل کوتاو (به فرانسوی: Le Coteau) یک کامین در فرانسه است که در Canton of Perreux واقع شده‌است.

## خصوصیات
ل کوتاو ۴٫۸۹ کیلومترمربع مساحت و ۷٬۰۰۰ نفر جمعیت دارد و ۲۷۸ متر بالاتر از سطح دریا واقع شده‌است.